# Erichthonios van Athene
Erichthonios van Athene (Oudgrieks: Ἐρεχθόνιος), komt voor in Homeros, een zoon van de aarde (een autochthonos), die Pallas Athena had gevoed en haar een tempel gesticht.

## Geboorte

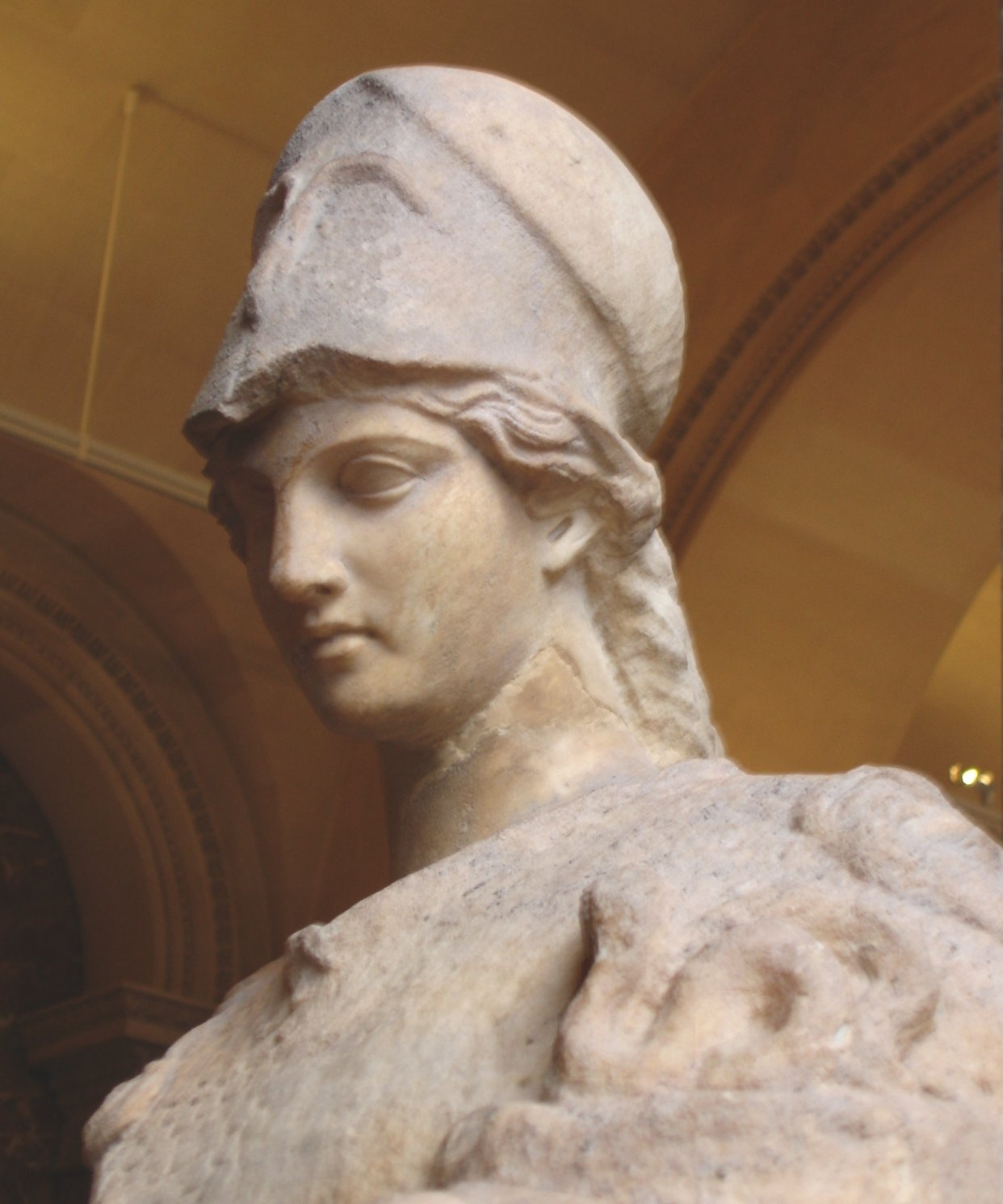
Athena met de ciste (gehelmde Athena houdt een ciste (korf) met de slang Erichthonios vast) (Romeins beeldhouwwerk, 1e eeuw v.Chr.-2e eeuw v.Chr., Louvre).

Gewoonlijk beschouwt men hem echter een zoon van Hephaistos. Zijn moeder heet soms Atthis, maar een andere versie van het verhaal is dat Hephaistos hem heeft verwekt bij Gaia (de Aarde). Deze had namelijk voor zijn moeder Hera een gouden stoel vervaardigd met verborgen boeien, die haar vasthielden zodra zij er op ging zitten, om haar te straffen, omdat zij hem, haar eigen zoon, wegens zijn lelijkheid uit de hemel had geworpen. Zeus had hierin zoveel behagen gevonden, dat hij Hephaistos beloofde, hem te geven wat hij wenste. Deze vroeg de hand van de schone en kuise Athena. Hoe vermetel die eis ook was, Zeus wilde zijn belofte nakomen, temeer daar het Hephaistos zelf was geweest, die Zeus had bijgestaan, toen Athena uit zijn hoofd geboren werd. De godin werd dus door haar vader tot Hephaistos gezonden, doch weigerde zich aan deze te onderwerpen en hem te huwen. Hephaistos probeerde haar vervolgens te verkrachten, maar Athena vocht van zich af en ontkwam. Zijn zaad viel op haar dij, en Athena veegde dit vol afschuw weg met een stukje wol (ἔριον, erion) en wierp dat op de grond (χθών, chthôn). Op deze manier werd de Aarde bevrucht en deze bracht zo Erechtonios of Erichthonios voort.

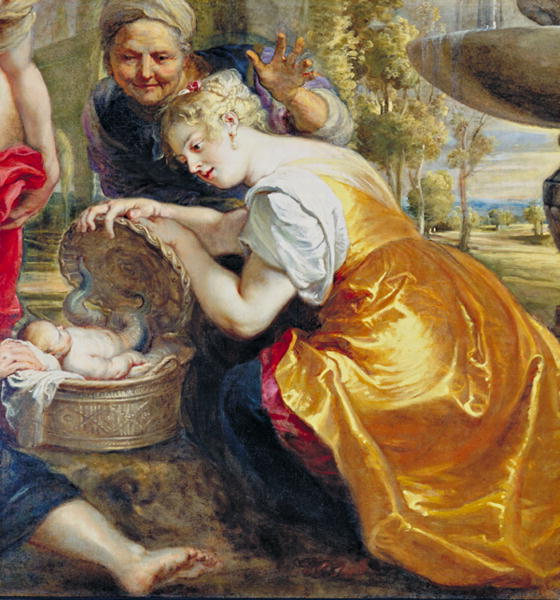
De ontdekking van Erichthonius door Peter Paul Rubens (Allen Memorial Art Museum (AMAM) in Oberlin (Ohio)).

Athena nam het kind tot zich en borg het in een kistje, dat zij aan Pandrosos de dochter van Kekrops ter bewaring gaf, met het stellige verbod het te openen. De zusters van Pandrosos Herse en Aglauros konden hun nieuwsgierigheid echter niet bedwingen, openden het kistje en vonden daarin het kind door een slang omslingerd. Onmiddellijk werden zij door waanzin bevangen en stortten zich van een hoge rots (de Akropolis te Athene). 

## Heerser van Athene
Athena voedde intussen Erichthonios op. Uit dankbaarheid stichtte hij, toen hij volwassen was, haar een tempel en stelde ter harer ere de Panathenaeën in. Hij werd de heerser van Athene, nadat hij Amphiktyon had verdreven. 

## Nakomelingen
Hij huwde met de Naiade Pasithea, die hem Pandion I baarde. Pandion verbond zich met Zeuxippe, die hem twee zonen schonk, Erechtheus en Butes, en twee dochters Prokne en Philomela. Erechtheus volgde zijn vader op als koning, terwijl Butes met de priesterlijke waardigheid werd bekleed. Uit het huwelijk, dat hij met Praxithea aanging, sproten vier zonen Kekrops, Pandoros, Orneos en Metion en vier dochters Prokris, Kreusa, Chthonia en Oreithyia. Toen er nu een oorlog uitbrak tussen de inwoners van Eleusis, aan wiens hoofd Eumolpos stond, de zoon van Poseidon, en de Atheners, vernam Erechtheus van het orakel, dat hij de overwinning zou behalen, zo hij een van zijn dochters doodde. Deze hadden echter een eed gezworen, dat zij tezamen zouden sterven, zodat, toen Erechtheus de jongste doodde, de andere zich van het leven beroofden. In het daarop volgende gevecht viel Eumolpos door de hand van Erechtheus, doch deze werd op verzoek van Poseidon door de bliksems van Zeus gedood.
Latere schrijvers noemen Erechtheus een Egyptenaar, die, toen er een hongersnood heerste, koren naar Athene bracht en uit dankbaarheid tot koning werd gekozen. Hij voerde er volgens deze berichten de Eleusinische mysteriën en de dienst van Demeter in.

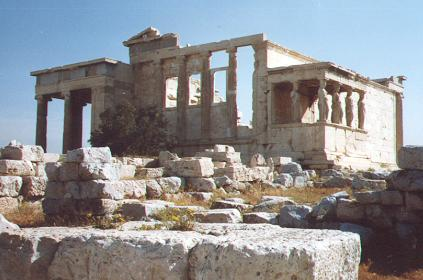
Het Erechtheion op de Atheense Akropolis.

## Erechtheion
Erichtonios werd te Athene als heros vereerd en had er een prachtige tempel, op de Akropolis, het Erechtheion, waarvan nog aanzienlijke overblijfselen zijn bewaard gebleven. Binnen de omheining van deze tempel stond o. a. de heilige olijfboom van Pallas Athena. Met de invoering van de dienst van die godin in Attika en de eerste verspreiding van de beschaving onder zijn bewoners hangen de legenden betreffende Erechtheus of Erichthonios ten nauwste samen.

## Bij Plato
Plato schreef in zijn Critias en Timaeus over de oorlog, die negenduizend jaar vóór zijn tijd, plaatsvond tussen de mensen binnen en buiten de Zuilen van Herakles. De ene partij werd door de Atheense staat geleid en de andere 'door de koningen van Atlantis'. Hephaistos en Athena hadden samen het Griekse land geloot en 'door hun liefde voor wijsheid en kunst' lieten ze 'goede mannen uit deze bodem geboren worden'. Van de verhalen over de oude tijd werden slechts namen herinnerd.
(..) júist de namen van de mannen van vóór Theseus die we ons herinneren, de namen van Kekrops, Erechtheus, Erichthonios, Erysichthon en de meeste anderen, werden volgens Solon door de priesters in hun relaas over de oorlog van destijds vaak genoemd.
(..) (de staat) versloeg de invallers en kon dat vieren. (..) Maar in later tijd waren er zware aardbevingen en overstromingen. Er kwam één gruwelijke dag en nacht waarop jullie complete strijdmacht door de aarde werd verzwolgen, terwijl het eiland Atlantis door de zee werd verzwolgen en verdween.